# ティレ・マチェット
ティレ・マチェット（ハイチ語：Tire Machèt）は、ハイチに伝わる剣術。

## 概要
ティル・マシェーはハイチの農民によって編み出されたなた（マチェーテという）を主に遣う武術である。多くの名前で知られているが、ティレ・マチェット（「引くなた」）革命軍と呼ぶのが最も一般的である。
ティル・マシェーは革命軍の兵士（奴隷が主であった）が政府軍より少数の銃で戦うことをしばしば強いられた為にアフリカの杖の技術とヨーロッパのフェンシングを組み合わせて、ハイチ人の毎日の仕事であるサトウキビ畑で扱うなたを遣う武術が生まれ、進化した。ハイチでは武術を習いに来る外国人を招待しているようである。

## 歴史

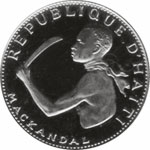
ハイチの硬貨。鉈を持つフランソワ・マッカンダル

ティル・マシェーの源流となったのはアフリカから伝わった棒術とフランスのフェンシングである。黒人たちの故郷であるアフリカでは護身用の棒術が訓練されていた。ハイチはアフリカと地理的に離れていたため、古いスタイルの棒術がよく保存されていた。また、ハイチはフランスの植民地であったため、フランス式の軍事教練が行われており、その中には剣術の訓練も含まれていたため、革命軍の中にもフェンシングの遣い手が多く存在した。革命の指導者であるアンリ・クリストフやジャン＝ジャック・デサリーヌも剣術に長けていたという。
革命軍の兵士はほとんどが奴隷であったので、十分な武器を持っていなかった。その為、奴隷の有り合わせの武器で戦う必要があった。そこでアフリカ式棒術とフェンシングの長所を集めた「なたの武術」と投石が革命軍の基礎訓練の一部になった。革命後もハイチ軍の伝統として広く訓練され、また護身術として役立っている。